# سرخابی (سرده)
سرخابی (سرده) (نام علمی: Bergia) نام یک سرده از رده دولپه‌ای‌ها است.